# Rafael Alonso y Prieto
Rafael Alonso y Prieto (Ciudad de México, 6 de septiembre de 1917-2007) fue un contador público y político mexicano, miembro del Partido Acción Nacional (PAN). Fue diputado federal de 1979 a 1982.

## Biografía
Era licenciado en Contaduría Pública egresado de la Universidad Nacional Autónoma de México (UNAM), egresando en 1937 y dedicándose al ejercicio privado de su profesión. De 1943 a 1944 fue contralor general la Junta de Administración y Vigilancia de Propiedades Extranjeras durante la Segunda Guerra Mundial. En 1948 fundó el despacho «Alonso y Prieto y Asociados» del que fue director hasta 1987; de 1985 a 1997 fue director adjunto de «Grupo Financiero Ábaco»; de 1997 a 2007 fue consultor independiente.
Fue docente en la Escuela Superior de Comercio y Administración del Instituto Politécnico Nacional (IPN); de 1945 a 1960 fue director fundador de la Escuela de Economía del Instituto Tecnológico y de Estudios Superiores de Monterrey (ITESM); y de 1977 a 1979 fue profesor y director del departamento de Economía de la Universidad Regiomontana. De 1950 a 1957 fue el primer presidente del Instituto Mexicano de Contadoras Públicos (IMCP), socio del Instituto de Contadores Públicos de Nuevo León, de la Comisión de Normas y Procedimientos de Auditoría, de la Asociación Interamericana de Contabilidad, del Instituto Mexicano de Ejecutivos de Finanzas, y del Comité de Información Financiera de Monterrey.
Fue miembro de la Asociación Católica de la Juventud Mexicana (ACJM) y militante del PAN desde 1947. De 1949 a 1952 fue secretario general del comité estatales de Nuevo León. Fue candidato a diputado federal en 1955 y en 1979 por el principio de representación proporcional, resultando elegido este último año para la LI Legislatura que concluyó en 1982.